# Thạch An
Thạch An là một huyện nằm ở cửa ngõ phía đông nam tỉnh Cao Bằng, Việt Nam.

## Địa lý
Huyện Thạch An nằm ở phía đông nam của tỉnh Cao Bằng, nằm cách thành phố Cao Bằng khoảng 38 km, cách thành phố Lạng Sơn khoảng 86 km, cách trung tâm thủ đô Hà Nội khoảng 240 km về phía đông nam, có vị trí địa lý:
- Phía đông giáp thành phố Sùng Tả thuộc tỉnh Quảng Tây, Trung Quốc
- Phía tây giáp huyện Nguyên Bình và huyện Ngân Sơn, tỉnh Bắc Kạn
- Phía nam giáp huyện Tràng Định, tỉnh Lạng Sơn
- Phía bắc giáp huyện Hòa An, huyện Quảng Hòa và thành phố Cao Bằng.

Huyện Thạch An có diện tích 687,4 km², dân số năm 2019 là 29.820 người, mật độ dân số đạt 43 người/km².
Huyện Thạch An có vị trí thuận lợi so với các huyện khác của tỉnh Cao Bằng, là điều kiện thuận lợi trong việc giao lưu phát triển kinh tế, khoa học kỹ thuật với trung tâm thành phố Cao Bằng và các huyện trong tỉnh, lưu thông với các tỉnh bạn (Lạng Sơn, Bắc Kạn) và nước bạn Trung Quốc.

## Hành chính
Huyện Thạch An có 14 đơn vị hành chính cấp xã trực thuộc, bao gồm thị trấn Đông Khê (huyện lỵ) và 13 xã: Canh Tân, Đức Long, Đức Thông, Đức Xuân, Kim Đồng, Lê Lai, Lê Lợi, Minh Khai, Quang Trọng, Thái Cường, Thụy Hùng, Trọng Con, Vân Trình.

## Lịch sử
Sau năm 1975, huyện Thạch An thuộc tỉnh Cao Lạng, bao gồm 16 xã: Canh Tân, Danh Sỹ, Đức Long, Đức Thông, Đức Xuân, Kim Đồng, Lê Lai, Lê Lợi, Minh Khai, Quang Trọng, Thái Cường, Thị Ngân, Thượng Pha, Thụy Hùng, Trọng Con và Vân Trình. và đến ngày 29 tháng 12 năm 1978, tái lập tỉnh Cao Bằng từ tỉnh Cao Lạng cũ, huyện Thạch An thuộc tỉnh Cao Bằng.
Ngày 11 tháng 8 năm 1999, thành lập thị trấn Đông Khê (thị trấn huyện lị huyện Thạch An) trên cơ sở toàn bộ diện tích và dân số của xã Thượng Pha, 318,32 ha diện tích tự nhiên và 1.112 người của xã Lê Lai.
Ngày 10 tháng 1 năm 2020, Ủy ban Thường vụ Quốc hội ban hành Nghị quyết số 864/NQ-UBTVQH14 về việc sắp xếp các đơn vị hành chính cấp huyện, cấp xã thuộc tỉnh Cao Bằng (nghị quyết có hiệu lực từ ngày 1 tháng 2 năm 2020). Theo đó:
- Sáp nhập xã Thị Ngân vào xã Vân Trình
- Sáp nhập xã Danh Sỹ vào xã Lê Lợi.

Huyện Thạch An có 1 thị trấn và 13 xã như hiện nay.

## Giao thông
- Đường bộ có quốc lộ 4, quốc lộ 34B và có dự án đường cao tốc Đồng Đăng – Trà Lĩnh đi qua hiện đang được triển khai xây dựng.